# 세바스티안 야트라

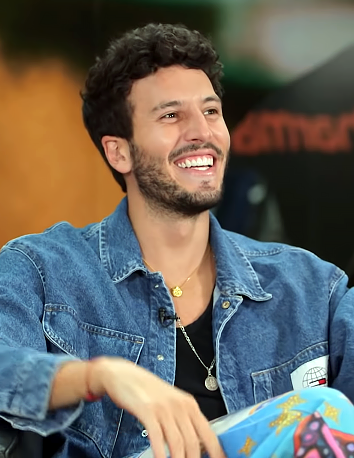

세바스티안 야트라(Sebastián Yatra, 본명: Sebastián Obando Giraldo, 1994년 10월 15일 ~ )는 콜롬비아의 가수, 작곡가 및 배우이다. 라틴 팝 아티스트로 시작하여 많은 발라드를 녹음했지만 여러 성공적인 레게톤 싱글을 발표했다. 야트라는 전통적인 서정성과 현대적인 레게톤의 영향을 혼합한 낭만적인 가사로 유명하다. 그는 2016년 히트곡 "Traicionera"를 발표하면서 라틴 아메리카에서 두각을 나타내기 시작했다. 3개의 스튜디오 앨범을 발표했으며 경력 전반에 걸쳐 다양한 음악 장르의 아티스트와 함께 녹음했다.
메데인에서 태어나 주로 마이애미에서 자란 야트라는 어릴 때부터 노래를 부르기 시작했고 음악 경력을 시작하기 위해 콜롬비아로 돌아왔다. 그는 "Traicionera"에 이어 카를로스 비베스(Carlos Vives)가 출연하는 "Robarte un Beso"로 획기적인 성공을 거두었다. "Traicionera"는 그의 2018년 데뷔 앨범 Mantra의 리드 싱글로 사용되었으며, 이 앨범에는 푸에르토리코 래퍼 달마타(Dalmata)가 출연하는 싱글 "Sutra"도 포함되어 있다. 그런 다음 멕시코 밴드 레이크(Reik)가 출연하는 리드 싱글 "Un Año"가 포함된 Fantasía 앨범을 발표했다. 그는 이중 언어 싱글 "Runaway"에서 대디 양키, 나티 나타샤 및 조나스 브라더스와 협력하여 지속적인 성공을 거두었다.

## 영화
- 2018: 스몰풋
- 2019: 클라우스 (영화)

## 텔레비전 및 시리즈
- 2017: 게라 데 이돌로스
- 2018: 라 레이나 델 플로우

## 음반
- Mantra (2018)
- Fantasía (2019)
- Dharma (2022)